# Petrus Franciscus Greive

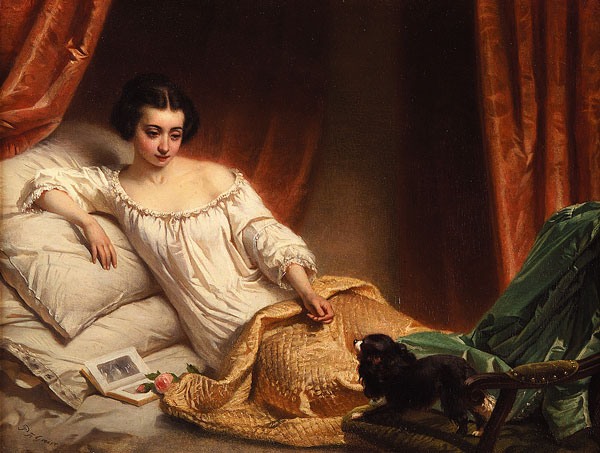
Freundliche Besucher

Petrus Franciscus Greive (* 25. März 1811 in Amsterdam; † 4. November 1872 ebenda) war ein niederländischer Genremaler und Kunstpädagoge sowie Zeichner und Lithograf.
Greive wurde als Sohn von Johannes Franciscus Greive und Johanna Catharina Geertruida Marmé geboren.
Greive studierte an der Koninklijke Akademie van Beeldende Kunsten (Amsterdam) bei Jean Augustin Daiwaille, Johan Willem Pieneman und Christiaan Julius Lodewijk Portman.
Greive war Mitglied der Künstlervereinigung „Arti et Amicitiae“. Er wurde zum Professor an der Amsterdamer Kunstakademie berufen. Die pädagogische Tätigkeit ließ ihm wenig Zeit für das eigene Schaffen übrig. Er malte meist Genrebilder im Stil alter niederländischer Meister.
Zu seinen Schülern gehörten u. a. Meijer de Haan, August Allebé, Johannes Cornelis van Essen, Hendrik Jacobus Scholten, Pieter Oyens, Hein Kever und David Oyens.
Von 1832 bis 1858 nahm er an den Amsterdamer Kunstausstellungen teil.